# Przewóz (stacja kolejowa)
Przewóz – nieczynna stacja kolejowa w Przewozie, w gminie Przewóz, w powiecie żarskim, w województwie lubuskim, w Polsce. Została otwarta w 1895 roku przez LE. W 1985 roku nastąpiło jej zamknięcie.